# Championnats des Caraïbes de squash
Les Championnats des Caraïbes de squash sont une compétition de squash individuelle et par équipes. Ils ont lieu pour la première fois en 1977 à Nassau et se déroulent chaque année. 

## Palmarès hommes
| Année | Champion                | Finaliste          | Lieu                            |
| ----- | ----------------------- | ------------------ | ------------------------------- |
| 2024  | Khamal Cumberbatch (2)  | Julian Jervis      | Georgetown                      |
| 2023  | Khamal Cumberbatch      | Cameron Stafford   | Îles Caïmans                    |
| 2022  | Christopher Binnie (10) | Khamal Cumberbatch | Kingston                        |
| 2019  | Christopher Binnie (9)  | Cameron Stafford   | Georgetown                      |
| 2017  | Christopher Binnie (8)  | Cameron Stafford   | Saint-George                    |
| 2016  | Christopher Binnie (7)  | Lewis Walters      | Port-d'Espagne                  |
| 2015  | Christopher Binnie (6)  | Cameron Stafford   | Îles Caïmans                    |
| 2014  | Christopher Binnie (5)  | Cameron Stafford   | Barbade                         |
| 2013  | Christopher Binnie (4)  | Sunil Seth         | Guyana                          |
| 2012  | Christopher Binnie (3)  | Cameron Stafford   | Trinité-et-Tobago               |
| 2011  | Christopher Binnie (2)  | Richard Chin       | Îles Caïmans                    |
| 2010  | Richard Chin            | Christopher Binnie | Saint-Vincent-et-les-Grenadines |
| 2009  | Christopher Binnie      | Colin Ramasra      | Îles Caïmans                    |
| 2007  | Gavin Cumberbatch       | Colin Ramasra      | Jamaïque                        |
| 2005  | James Bullock           | Shawn Badrinath    | Trinité-et-Tobago               |
| 2003  | Gary Plumstead          | Nicholas Kyme      | Barbade                         |
| 2001  | Luke Fraser (2)         | Garfield Wiltshire | Freeport                        |
| 1999  | Luke Fraser             | Garfield Wiltshire | Guyana                          |
| 1997  | John Macrury (3)        | Garfield Wiltshire | Jamaïque                        |
| 1995  | Max Weithers (3)        | John Macrury       | Venezuela                       |
| 1993  | Max Weithers (2)        | John Macrury       | Trinité-et-Tobago               |
| 1991  | Max Weithers            | Roger Arjoon       | Îles Caïmans                    |
| 1989  | John Macrury (2)        | Garfield Wiltshire | Barbade                         |
| 1987  | John Macrury            | Wayne Burrowes     | Jamaïque                        |
| 1985  | Lester Cox              | Wayne Burrowes     | Freeport                        |
| 1983  | Wayne Burrowes          | Rob Thompson       | Bermudes                        |
| 1981  | Rob Thompson            | Trevor Boyce       | Barbade                         |
| 1979  | Orville Haslam (2)      | Richard Lee        | Jamaïque                        |
| 1977  | Orville Haslam          | Eddie Kyme         | Nassau                          |

## Palmarès femmes
| Année | Championne              | Finaliste           | Lieu                            |
| ----- | ----------------------- | ------------------- | ------------------------------- |
| 2024  | Margot Prow             | Mary Fung-A-Fat     | Georgetown                      |
| 2023  | Margot Prow             | Nicolette Fernandes | Îles Caïmans                    |
| 2022  | Ashley Khalil           | Taylor Fernandes    | Kingston                        |
| 2019  | Nicolette Fernandes (6) | Meagan Best         | Georgetown                      |
| 2017  | Meagan Best (2)         | Karen Meakins       | Saint-George                    |
| 2016  | Meagan Best             | Karen Meakins       | Port-d'Espagne                  |
| 2015  | Karen Meakins (3)       | Runa Reta           | Îles Caïmans                    |
| 2014  | Karen Meakins (2)       | Mary Fung-A-Fat     | Barbade                         |
| 2013  | Nicolette Fernandes (5) | Karen Meakins       | Guyana                          |
| 2012  | Nicolette Fernandes (4) | Karen Meakins       | Trinité-et-Tobago               |
| 2011  | Nicolette Fernandes (3) | Karen Meakins       | Îles Caïmans                    |
| 2010  | Karen Meakins           | Kerrie Sample       | Saint-Vincent-et-les-Grenadines |
| 2009  | Nicolette Fernandes (2) | Karen Meakins       | Îles Caïmans                    |
| 2007  | Karen Anderson          | Karen Meakins       | Jamaïque                        |
| 2005  | Nicolette Fernandes     | Karen Meakins       | Trinité-et-Tobago               |
| 2003  | Marlene West (4)        | Nicolette Fernandes | Barbade                         |
| 2001  | Marlene West (3)        | Nicolette Fernandes | Freeport                        |
| 1999  | Marlene West (2)        | Sue Johnson         | Guyana                          |
| 1997  | Sue Johnson (6)         | Marlene West        | Jamaïque                        |
| 1995  | Sue Lawrence (5)        | —                   | Drapeau du Venezuela            |
| 1993  | Marlene West            | Natalie Webber      | Trinité-et-Tobago               |
| 1991  | Sue Lawrence (4)        | Dianne Lee          | Îles Caïmans                    |
| 1989  | Sue Lawrence (3)        | Dianne Lee          | Barbade                         |
| 1987  | Denise Kyme             | Josephine Whitehead | Jamaïque                        |
| 1985  | Sue Lawrence (2)        | —                   | Freeport                        |
| 1983  | Sue Lawrence            | J. Peake            | Bermudes                        |
| 1981  | Perla Manapol           | Josephine Whitehead | Barbade                         |
| 1979  | Bridgette Marshall      | —                   | Jamaïque                        |
| 1977  | Eileen Driscoll         | —                   | Nassau                          |

## Palmarès équipes
| Année | Champion                                                           | Finaliste                                                          | Lieu                            |
| ----- | ------------------------------------------------------------------ | ------------------------------------------------------------------ | ------------------------------- |
| 2024  | Guyana                                                             | Barbade                                                            | Georgetown                      |
| 2019  | Guyana                                                             | Guyana                                                             | Georgetown                      |
| 2017  | Guyana                                                             | Guyana                                                             | Saint-George                    |
| 2016  | Bermudes                                                           | Barbade                                                            | Port-d'Espagne                  |
| 2015  | Jamaïque                                                           | Guyana                                                             | Îles Caïmans                    |
| 2014  | Guyana                                                             | Guyana                                                             | Barbade                         |
| 2013  | Guyana                                                             | Guyana                                                             | Guyana                          |
| 2012  | Trinité-et-Tobago                                                  | Barbade                                                            | Trinité-et-Tobago               |
| 2011  | OECS                                                               | Barbade                                                            | Îles Caïmans                    |
| 2010  | Bermudes                                                           | Barbade                                                            | Saint-Vincent-et-les-Grenadines |
| 2009  | Trinité-et-Tobago                                                  | Trinité-et-Tobago                                                  | Îles Caïmans                    |
| 2007  | Les épreuves par équipes sont annulées en raison de l'ouragan Dean | Les épreuves par équipes sont annulées en raison de l'ouragan Dean | Jamaïque                        |
| 2005  | Jamaïque                                                           | Barbade                                                            | Trinité-et-Tobago               |
| 2003  | Bermudes                                                           | Jamaïque                                                           | Barbade                         |
| 2001  | Guyana                                                             | Barbade                                                            | Freeport                        |
| 1999  | Guyana                                                             | Jamaïque                                                           | Guyana                          |
| 1997  | Jamaïque                                                           | Jamaïque                                                           | Jamaïque                        |
| 1995  | Guyana                                                             | Barbade                                                            | Venezuela                       |
| 1993  | Guyana                                                             | Îles Caïmans                                                       | Trinité-et-Tobago               |
| 1991  | Guyana                                                             | Jamaïque                                                           | Îles Caïmans                    |
| 1989  | Guyana                                                             | Jamaïque                                                           | Barbade                         |
| 1987  | Jamaïque                                                           | Jamaïque                                                           | Jamaïque                        |
| 1985  | Jamaïque                                                           | Barbade                                                            | Freeport                        |
| 1983  | Jamaïque                                                           | Bermudes                                                           | Bermudes                        |
| 1981  | Bermudes                                                           | Jamaïque                                                           | Barbade                         |
| 1979  | Jamaïque                                                           | Jamaïque                                                           | Jamaïque                        |
| 1977  | Jamaïque                                                           | Bahamas                                                            | Nassau                          |